# HC Devils Milano
Der Hockey Club Devils Milano war ein Eishockeyklub aus Mailand, Italien. Er wurde 1989 gegründet und spielte in der Serie A, der höchsten Liga im italienischen Eishockey.

## Geschichte
Der HC Devils Milano wurde 1989 durch die polisportiva Mediolanum Sport, die von Silvio Berlusconi finanziert wurde, gegründet und gehörte damit zu einer Reihe von verschiedenen Sportklubs unter dem Dach von Mediolanum Sport. Der Klub übernahm die Serie-A-Lizenz des HC Como, der 1989 die Serie-B-Meisterschaft gewonnen hatte, und konnte dadurch direkt in die Serie A einsteigen.
Aufgrund der Eigentümerverhältnisse entwickelte sich der Klub schnell zu einem Topklub innerhalb der italienischen Liga und konnte Stars wie den finnischen Stürmer Jari Kurri verpflichten. Ansonsten setzte das Management (unter anderem mit Fabio Capello als General Manager) auf kanadische Spieler mit italienischen Wurzeln und Pass.
Über die Jahre spielte der Klub unter verschiedenen Namen, teils als Devils Mediolanum, teils als Lions Milano aufgrund des Sponsorings durch die Nestlé-Marke Lion. In der Saison 1993/94 spielte das Team unter dem Namen des AC Milan, der ebenfalls zu den von Berlusconi finanzierten Klubs gehörte.
Die Devils wurde zwischen 1992 und 1994 dreimal in Folge italienischer Meister. 1994 wurde Berlusconi zum italienischen Ministerpräsidenten gewählt und damit endete das finanzielle Engagement seiner Firmen bei den Devils. Verbunden damit war der sportliche Niedergang und das zweimalige Verpassen der Playoffs. 1996 wurde das Team verkauft und zog nach Courmayeur ins Aostatal. Dort spielte das Team in der Saison 1996/97 als Devils Courmaosta und wurde 1999 aufgelöst.

## Spieler

### Bekannte ehemalige Spieler
- Jari Kurri (Saison 1990/91)

### Meisterkader 1991/92
Bruno Baseotto, Maurizio Catenacci, Anthony Circelli, Alessandro Cintori, Vito D’Angelo, Michael De Angelis, Massimiliano Durante, Doug McCarthy, Rick Anthony Morocco, Mark Robert Napier, Gaetano Orlando, Santino Pellegrino, Mike Richard, Roberto Romano, Nick Sanza, Maurizio Scudier, Riccardo Tessari, Thomas Tilley, Ivano Zanatta
Trainer: Ted Sator

### Meisterkader 1992/93
Bruno Baseotto, Paul Beraldo, Bruno Campese, Paolo Casciaro, Anthony Circelli, Vito D’Angelo, Michael De Angelis, Murray Eaves, Joseph Foglietta, Mark Robert Napier, Gaetano Orlando, Santino Pellegrino, Roland Ramoser, Roberto Romano, Larry Rucchin, Maurizio Scudier, Bill Stewart, Thomas Tilley, Marco Vaccani, John Vecchiarelli, Giovanni Volante, Ivano Zanatta
Trainer: Ted Sator

### Meisterkader 1993/94
Paul Beraldo, Mario Brunetta, Bruno Campese, Mario Chitaroni, Anthony Circelli, Michael De Angelis, Mario De Benedictis, Frank Di Muzio, Shawn Evans, Dmitri Frolow, Anthony Iob, Emilio Iovio, Gaetano Orlando, Christian Pouget, František Procházka, Roland Ramoser, Larry Rucchin, Lucio Topatigh, Marco Vaccani, John Vecchiarelli, Christophe Ville, Giovanni Volante, Ivano Zanatta
Trainer: Dan Hobér